# Oală de noapte

Oala de noapte, denumită și țucal, este un vas întrebuințat, în special noaptea, pentru necesitățile fiziologice.
Folosirea oalelor de noapte este documentată în Grecia antică cel puțin din sec. VI î.e.n., fiind cunoscute sub diferite nume: ἀμίς (amis), οὐράνη (ouranē) și οὐρητρίς (ourētris, din οὖρον - ouron, "urină", σκωραμίς / (skōramis), χερνίβιον (chernibion).
În secolul al II-lea, împăratul roman Marc Aureliu era vestit, printre altele, prin faptul că folosea oale de noapte din pietre prețioase, mai ales din onix.
În secolul al XVI-lea, în inventarele caselor princiare apar unele obiecte de uz intim, ca oala de noapte și scuipătoarea, care, pentru execuția lor adeseori artistică, sunt păstrate și azi în muzee.
În secolul al XVII-lea, oalele de noapte au continuat să fie folosite la scară largă, fiind confecționate în funcție de statutul social al utilizatorului – cardinalul Mazarin, de exemplu, comunica cu Dumnezeu de deasupra unei oale din sticlă, cu velur și o bandă de aur căptușită cu mătase. Alți aristocrați foloseau o cutie de lemn cu capac în care se afla o oală de noapte, faimosul „tron” de pe care Ludovic al XIV-lea al Franței rezolva probleme de stat.
La mijlocul secolului al XlX-lea, în Anglia, cei mai mulți oameni au continuat să utilizeze oalele de noapte, pe care le țineau într-un dulap din dormitor. Vizitatorii străini erau adesea îngroziți de obiceiul englezesc de a ține în dulapuri și bufete din sufragerie oalele de noapte, pe care bărbații le scoteau și le foloseau imediat ce femeile se retrăgeau. Unele camere erau dotate și cu „scaunul pentru necesități” aflat într-un colț.

## Citate

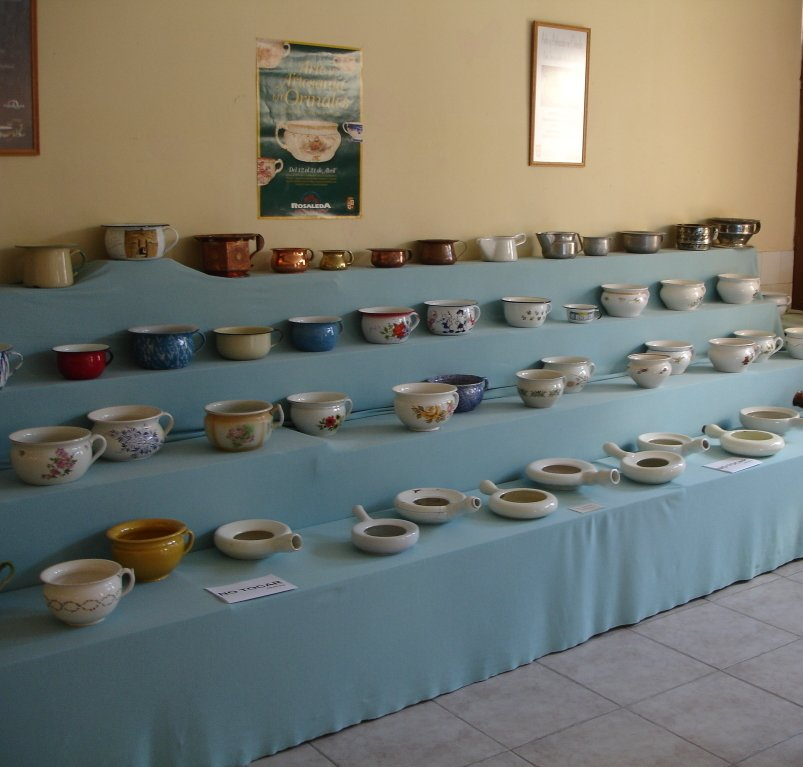
Expoziţie itinerantă de oale de noapte

Thomas Morus scria în Utopia că locuitorii insulei detestă aurul în așa măsură, că-l folosesc la fabricarea țucalelor:
Utopienii mănâncă și beau în vase de lut sau de sticlă, cu o formă meșteșugită, dar foarte ieftine, în vreme ce oalele de noapte și țucalele sunt din aur și din argint, adică vasele pentru cele mai murdare întrebuințări – și asta nu numai în sălile comune de masă, dar și în casele lor. […]. Astfel s-au îngrijit, prin toate mijloacele cu putință, să aducă aurul și argintul la starea de metale demne de dispreț.
Voltaire a decedat pe 30 mai 1778. Cei care au fost de față spun că, înainte de a muri, Voltaire „își mușca degetele și își vâra mâinile în oala de noapte, luând și mâncând tot ce se afla acolo“.
Resemnându-se să fie doar un pion provizoriu pe tabla de șah a micului stat european, născut, prin viclenie, în ciuda interdicției Marilor Puteri, pe harta fluidă a Europei, Alexandru Ioan Cuza a întins mâna după halatul de mătase roșie, a împins sub pat eleganta oală de noapte din porțelan și a semnat abdicarea pe un colț de secrétaire, lăsând locul liber pentru Carol de Hohenzollern.
Conform mărturiilor personajelor-cheie de la Târgoviște, ale ofițerilor care-i păzeau pe soții Ceaușescu, aceștia erau doi bătrânei decuplați complet de putere. Doi prizonieri care nu aveau nici măcar dreptul de a merge la toaletă, fiind obligați să-și facă nevoile într-o oală de noapte improvizată, în camera care le era și dormitor.